# Laborcita de San Javier
Laborcita de San Javier är en ort i Mexiko.   Den ligger i kommunen Gran Morelos och delstaten Chihuahua, i den nordvästra delen av landet, 1 200 km nordväst om huvudstaden Mexico City. Laborcita de San Javier ligger 1 881 meter över havet och antalet invånare är 137.
Terrängen runt Laborcita de San Javier är kuperad norrut, men söderut är den platt. Terrängen runt Laborcita de San Javier sluttar söderut. Runt Laborcita de San Javier är det mycket glesbefolkat, med 6 invånare per kvadratkilometer. Omgivningarna runt Laborcita de San Javier är i huvudsak ett öppet busklandskap.